# Canet (Aude)
Canet è un comune francese di 1 337 abitanti situato nel dipartimento dell'Aude nella regione dell'Occitania.

## Società

### Evoluzione demografica
Abitanti censiti